# 大眼深海黑魚
大眼深海黑魚，為輻鰭魚綱水珍魚目管肩魚科的其中一種，為深海魚類，分布於東太平洋巴拿馬灣海域，棲息在底中層水域，生活習性不明。

## 扩展阅读
維基物種上的相關：大眼深海黑魚